# 巴拉河
巴拉河，是中国长江流域的一条河流，汇入沅江上游清水江，属于沅江水系。河长141千米，流域面积1364平方千米，多年平均流量37立方米每秒。自然落差652米。水能理论蕴藏量6万千瓦。